# Le Passage enchanté d'Aladdin
Le Passage enchanté d'Aladdin est en quelque sorte la plus petite attraction du  Parc Disneyland. 
L'attraction a été construite en urgence durant les problèmes financiers du parc pour relancer l'afflux des visiteurs. À proprement parler c'est une exposition à travers un couloir sombre ayant pour thème le film d'Aladdin (1992).

## L'attraction
L'attraction propose une série de tableaux, ou plutôt des maquettes dans des vitrines, dépeignant des scènes du film. Neuf de ces scènes sont présentées.
- Ouverture : novembre 1993
- Durée : entre 5 et 10 min selon la vitesse de marche.
- Type d'attraction : walkthrough/exposition

### Description
1. Le marché d'Agrabah : scène dans laquelle Aladdin, après avoir volé du pain, se retrouve poursuivi par les gardes du sultan.
2. La lampe magique : il s'agit d'une représentation de la lampe au sommet d'un pic entouré d'eau, comme elle est présentée dans le film.
3. Aladdin face au palais d'Agrabah : Aladdin, une fois chez lui, peut contempler la ville et avoir une vue panoramique du palais. Il promet à son singe apprivoisé qu'un jour ils possèderont une demeure semblable.
4. La caverne aux merveilles : la scène présente Aladdin sur le point d'entrer dans la caverne aux merveilles. Celle-ci, dont l'apparence est celle d'un tigre, prononce sa fameuse réplique : « Qui donc vient troubler mon repos ? » et la lampe magique est visible au fond de sa gorge.
5. Le génie : entouré de montagnes d'or dans la caverne, Aladdin libère le génie de sa lampe. Le diorama met en scène le numéro musical du film, avec une chorégraphie du tapis volant.
6. Retour à Agrabah : grâce aux services du génie, Aladdin entre triomphalement dans Agrabah paré de trésors. Le sultan, la princesse Jasmine ainsi que le marchand apparaissant au début du film l'acclament. On peut également remarquer Jafar dissimulé sur la gauche, enrageant à la vue de son ennemi.
7. Aladdin affronte Jafar : dans la salle du trône, Jafar, transformé en gigantesque serpent, est sur le point d'en finir avec Aladdin. En arrière-plan, Jasmine, enfermée dans un sablier géant, est près d'être ensevelie.
8. Jafar vaincu : les visiteurs peuvent voir Jafar, maintenant devenu un génie, se faire enfermer dans sa lampe, entraînant avec lui son perroquet Iago. Le génie, dans sa grande « bravoure », se cache derrière l'un des piliers de la salle du trône.
9. Envol au-dessus d'Agrabah : la conclusion de l'attraction. Aladdin et Jasmine, maintenant mariés, gagnent les cieux en tapis volant, sous la lune qui a pris le visage du génie.

### Autres détails
L'Imagineer Jim Shull, qui devait peindre les fresques exposées sur les murs du parcours, le faisait en extérieur lors d'un hiver particulièrement rude. La peinture avait tendance à geler au bout du pinceau.
Quand le génie apparaît dans la caverne, l'effet spécial utilisé est celui du fantôme de Pepper (Pepper's ghost). Il s'agit du reflet sur une vitre d'un audio-animatronic dissimulé, ce reflet donnant l'impression que le génie apparaît et disparaît. Cet effet est également employé dans Les Voyages de Pinocchio avec la fée bleue dans la scène finale et aussi à plus grande échelle dans Phantom Manor, notamment dans la salle du bal.
Un espace large d'environ 875 m2 se niche entre l'arrière de l'attraction et les bâtiments de Frontierland. Cet espace, rarement remarqué par les visiteurs et encore moins emprunté, permet de rejoindre la terrasse du restaurant africain Hakuna Matata et comprend un bassin à l'ambiance de brousse. Il est à comparer avec la superficie des attractions de type parcours scénique Blanche-Neige est les sept Nains (500 m2) et Les Voyages de Pinocchio (630 m2) situées non loin de là. Le Passage Enchanté d'Aladdin fut prévu comme une attraction de petite importance et des rumeurs circulèrent sur l'aménagement de la superficie libre à côté : les Tapis Volants d'Aladdin furent une hypothèse, mais avec l'ouverture du parc Walt Disney Studios, l'attraction Les Tapis Volants - Flying Carpets over Agrabah ouvrit finalement dans le second parc.
À l'origine, il s'agissait d'une simple apparition d'un génie riant en sortant de la lampe. Le Passage enchanté d'Aladdin est imaginé dans le cadre du « Added Capacity Program » de 1993.